# روانی موتور
«روانی موتور» (انگلیسی: Motorpsycho) یک فیلم اکشن به کارگردانی راس مایر است که در سال ۱۹۶۵ منتشر شد.

## بازیگران
- راس مایر
- آلکس روکو
- کولمن فرانسیس
- حاجی
- تیموتی اسکات
- استیون الیور